# Draw & Guess
Draw & Guess ist ein bild- und wortbasiertes Ratespiel des unabhängigen Spieleentwicklers Acureus, in dem Bilder gemalt und von anderen Spielern erraten werden. Das Spiel wurde am 12. März 2021 für Microsoft Windows, Linux und macOS veröffentlicht und seitdem über 2 Millionen Mal verkauft.

## Spielprinzip
Draw & Guess hat vier Modi: Flüsterpost, Montagsmaler, KI und Lobbymalerei. Im Flüsterpostmodus sucht sich jeder Spieler einen zu malenden Begriff aus. Sobald jeder ein Bild gemalt hat, werden alle Bilder an den jeweiligen Nebenmann weitergegeben. Dieser muss den Begriff anhand des vorliegenden Bilds erraten und gibt seine Vermutung wieder an den Nebenmann weiter. Dieser malt dann anhand des neuen Begriffs ein neues Bild. Am Ende der Runde stimmen alle Spieler ab, ob das letzte Bild zum Startbegriff passt. Der Spieler, dessen Startbegriff überstanden hat, erhält eine Trophäe. Bei Montagsmaler wählt nur ein Spieler einen Begriff zum Malen aus, während alle anderen Spieler gleichzeitig versuchen, den Begriff anhand der entstehenden Zeichnung so schnell wie möglich zu erraten. Im KI-Modus malen die Spieler einen vorher ausgewählten Begriff und ein KI-Modell gibt eine Vermutung ab, was auf dem Bild dargestellt wird. Die Lobbymalerei ist ein Modus, bei dem Spieler, ohne ein kompetitives Spiel zu starten, in der Lobby Bilder malen können. Draw & Guess unterstützt 2–16 Spieler.

## Rezeption
Die chinesische Spielewebsite GamerSky vergab dem Spiel eine Wertung von 8,4/10.
Kaisei Hanyu von AUTOMATON gibt an, dass der große Erfolg des Spiels in China vermutlich daran liegt, dass das Spiel einem bereits beliebten Genre angehört und den idealen Namen hat, um interessierte Spieler anzusprechen.
Mio von IGN Japan schreibt, dass sich dieses Werk nicht in vielen Aspekten besonders von ähnlichen Titeln abhebt.
Dustin Bailey von PCGamesN meint, dass sich die Popularität des Spiels hauptsächlich auf China beschränkt und die Spielerzahlen außerhalb der dortigen Hauptzeiten stark einbrechen.